# La caja (película de 1994)
La Caja (en portugués; A caixa) es una película portuguesa escrita y dirigida por Manoel de Oliveira en 1994 y estrenada en España en 1995.

## Sinopsis
El cineasta portugués Manoel de Oliveira partió en esta tragicomedia de una situación anecdótica para referirse a las complejidades del ser humano.
Un usurero anciano y ciego pierde la caja donde guarda sus limosnas. Esta circunstancia desencadena una serie de imprevistos.

## Recepción
En el mismo año de estreno, el largometraje fue seleccionado y exhibido en el Festival Internacional de Cine de Tokio pese a no conseguir ningún premio.

## Elenco
- Luís Miguel Cintra: el Ciego
- Glicínia Quartin: la Señora mayor
- Ruy de Carvalho: el Tabernero
- Beatriz Batarda: la Hija
- Diogo Dória: el Amigo
- Isabel Ruth: la Dependienta
- Filipe Cochofel: el Yerno
- Sofia Alves: la Prostituta
- Mestre Duarte Costa: el Guitarrista
- Paula Seabra: la Embarazada
- Miguel Guilherme: Hombre 1
- António Fonseca: Hombre 2
- Rogério Samora: Hombre 3
- Tiago Henriques: el Nieto
- Gilberto Gonçalves:  el Discapacitado